# تشاك كونرز
تشاك كونرز (بالإنجليزية: Chuck Connors)‏ مواليد 10 أبريل 1921 في بروكلين، الولايات المتحدة - الوفاة 10 نوفمبر 1992 في لوس أنجلوس، هو ممثل ولاعب كرة قاعدة وكرة سلة أمريكي. بدأ مسيرته في التمثيل سنة 1952.

## الأعمال

### أفلام
- امرأة التصميمات
- الدولة الكبيرة

### مسلسلات
- غان سموك (1956)
- ذا ريفلمان (1958) (بدور: لوكاس ماكين)
- ذا فيرجينيان (1971)
- رجل الستة ملايين دولار (1975)
- جزيرة الفنتازيا (1982) (بدور: فرانك بارتون)
- قارب الحب (1983) (بدور: روي)

## روابط خارجية
- تشاك كونرز على موقع IMDb (الإنجليزية)
- تشاك كونرز على موقع روتن توميتوز (الإنجليزية)
- تشاك كونرز على موقع ألو سيني (الفرنسية)
- تشاك كونرز على موقع تيرنر كلاسيك موفيز (الإنجليزية)
- تشاك كونرز على موقع أول موفي (الإنجليزية)
- تشاك كونرز على موقع قاعدة بيانات برودواي على الإنترنت (الإنجليزية)
- تشاك كونرز على موقع قاعدة بيانات الأفلام السويدية (السويدية)
- تشاك كونرز على موقع إن إن دي بي (الإنجليزية)
- تشاك كونرز على موقع ديسكوغز (الإنجليزية)
- تشاك كونرز على موقع قاعدة بيانات الفيلم (الإنجليزية)
- تشاك كونرز على موقع دوري كرة القاعدة الرئيسي (الإنجليزية)
- تشاك كونرز على موقعبيزبول رفرنس.كوم (الدوري الرئيسي) (الإنجليزية)
- تشاك كونرز على موقعبيزبول رفرنس.كوم (الدوري الثانوي) (الإنجليزية)
- تشاك كونرز على موقع إي إس بي إن.كوم (أم.أل.بي) (الإنجليزية)
- تشاك كونرز على موقع مشجعي الرسوم البيانية (الإنجليزية)
- تشاك كونرز على موقع إن بي أي (الإنجليزية)
- تشاك كونرز على موقع سبورتس رفرنس (الإنجليزية)
- تشاك كونرز على موقع ريلجم (الإنجليزية)
- تشاك كونرز على موقع سبورتس رفرنس (الإنجليزية)